# Elena Ochoa Fosterová
Elena Ochoa Fosterová, baronka Fosterová z Thames Bank, rozená Elena Fernández-Ferreiro López de Ochoa (* 24. září 1958 Ourense) je španělská nakladatelka a kurátorka umění a dříve profesorka psychopatologie. Je zakladatelkou a výkonnou ředitelkou společnosti Ivorypress.

## Život
Elena Ochoa Fosterová byla téměř dvě desetiletí profesorkou psychopatologie na Universidad Complutense de Madrid. Do roku 2001 byla čestnou profesorkou na King's College London. Získala Fulbrightovo stipendium na postdoktorandské studium na University of Illinois Chicago a University of California v Los Angeles.
V roce 1996 v Londýně založila Ivorypress, soukromou organizaci, která se zabývá vydavatelskou a kurátorskou činností. V jejich prostorách se nachází umělecká galerie, nakladatelství a knihkupectví se zaměřením na fotografii, architekturu a současné umění. Zůstává její generální ředitelkou. Je kurátorkou mezinárodních výstav, a to v úzké spolupráci s týmem Ivorypressu. Spolupracovala např. na přípravě výstavy českého malíře a fotografa Miroslava Tichého v Madrid’s Museum of Romanticism, v roce 2016.
Je členkou správní rady Serpentine Gallery (Londýn, Velká Británie) a od roku 2017 je předsedkyní její Mezinárodní rady. Od roku 2021 je také členkou organizačního výboru Golden Trezzini Awards. Elena Ochoa Fosterová je viceprezidentkou a správkyní Nadace Normana Fostera v Londýně a Madridu. Je také členkou správní rady Nadace amerických přátel Normana Fostera.

## Osobní život
V roce 1996 se provdala za anglického architekta Normana Fostera, který byl v roce 1999 povýšen do šlechtického stavu. Získala titul Lady Fosterová z Thames Bank.
Žije a pracuje mezi Švýcarskem, Španělskem, Spojeným královstvím a Spojenými státy.